# Пригоди Олівера Твіста
«Пригоди О́лівера Тві́ста» (англ. Oliver Twist; or, The Parish Boy's Progress) — другий роман англійського письменника Чарлза Дікенса, в якому, змальовуючи непривабливу дійсність робітних будинків і світу підліткової злочинності, розповідає про незавидну долю хлопчика-сироти Олівера Твіста.
Роман неодноразово екранізувався, а також послужив основою для мюзиклу «Олівер!» та фільму «Олівер!» на його основі.

## Сюжет

### Робітний дім
Олівер Твіст народився сиротою. Його мама померла при пологах, а батька з невідомої причини не було поряд. Дитинство, сповнене злиднів та нещасть, пройшло у робітньому домі у безіменному місті (в першій публікації в «Бентліз Міселені» місто називалося Мадфог і було розташоване на віддалі 75 миль на північ від Лондона). За законом про бідних 1834 року піклування про нього взяла на себе держава, і його віддали в дитячу ферму жінці на ймення місіс Менн. Перші 9 років свого життя разом із іншими юними порушниками закону про бідних Олівер провів, отримуючи мало їжі та турботи. На 9-ий рік народження містер Бамбл, парафіяльний бідл, помістив Олівера в робітний будинок, той самий, де працювала перед смертю його мама. Олівер працював там, відчуваючи постійну нестачу їжі, впродовж шести місяців. Одного дня до відчаю голодні хлопці вирішили кинути жереб — той, кому він випаде, повинен попросити добавки каші. Жереб випав Оліверу, і він, тремтячи, із мискою в руках, висловив знамените прохання: «Будь ласка, пане, я хочу ще».
Здійнявся великий ґвалт. Комітет із добре вгодованих джентльменів, які опікувалися робітним домом, за обідом, яким можна було б нагодувати могутнього короля, запропонував 5 фунтів стерлінгів будь-кому, хто згодиться взяти хлопця в навчання. Олівер майже дістався жорстокому сажотрусу, але після відчайдушних благань хлопця не віддавати його в руки «того страшного чоловіка», лагідний старий радник відмовився підписати документ про опіку. Потім Олівера взяв до себе парафіяльний трунар містер Соверберрі. Він ставився до Олівера краще, бо сумне обличчя хлопчика робило з нього чудового плакальника на дитячих похоронах. Втім, містер Соверберрі був нещасливо одружений, а його дружині Олівер одразу ж не сподобався, в першу чергу тому, що він сподобався чоловікові. Вона не марнувала нагоди залишити хлопця голодним і приниженим. З Олівера знущалися також інший підмайстер містера Совербері, Ной Клейпол, та служниця Шарлотта, закохана в Ноя.
Поневіряння Олівера досягли вершини, коли одного дня, дратуючись із ним, Ной обізвав поганими словами його маму. Розлючений Олівер накинувся й навіть побив набагато більшого хлопця. Місіс Соверберрі вступилася за Ноя, разом вони приборкали Олівера, а потім змусили містера Соверберрі та містера Бамбла побити Олівера ще раз. Вночі, в своїй кімнатці, Олівер зламався й розридався, а цього він не робив ще змалечку. Врешті-решт хлопець вирішив утекти. Спочатку він тинявся околицями, але потім натрапив на дорожній знак, і ноги привели його в Лондон.

### Спритний Пройда і Фейгін

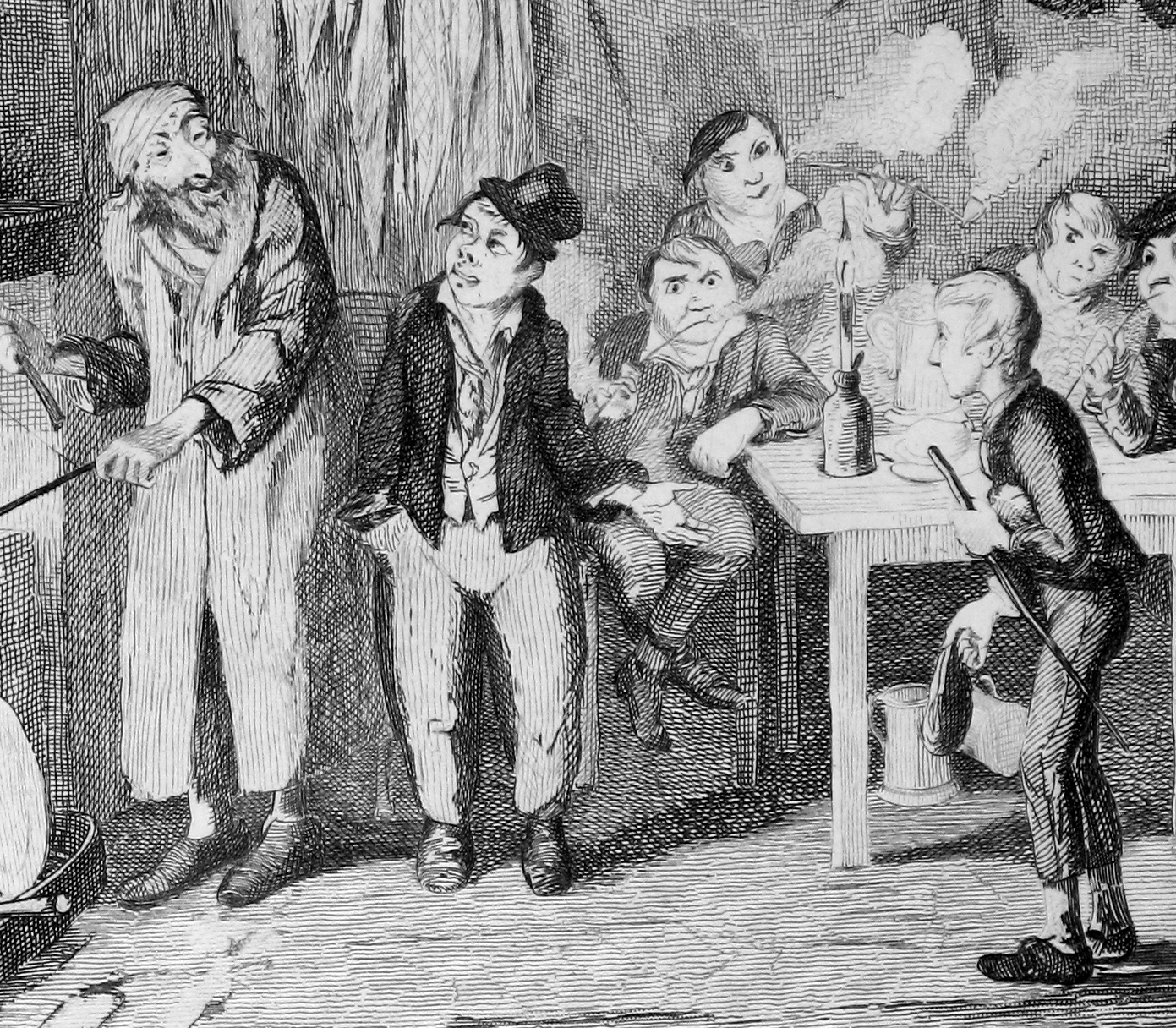
Спритний Пройда знайомить Олівера з Фейгіном. Ілюстрація Джорджа Крукшенка

Дорогою до Лондона Олівер зустрічає Джека Докінса, кишенькового злодія, відомого під прізвиськом Спритний Пройда, але невинна душа Олівера завадила йому завбачити в такому прізвиську натяк на нечесність. Пройда пригощає Олівера й розповідає йому, що знає в Лондоні одного пана, який «дасть йому притулок задарма й не спитає решти». Вдячний за несподівану допомогу, Олівер іде з Пройдою до помешкання старого пана. Так хлопець потрапляє в руки відомого злочинця-єврея на ймення Фейгін. Саме про цього старого пана говорив Пройда. Олівер починає жити у Фейгіна разом із його бандою малолітніх кишенькових злодюжок. Він не розуміє, чим вони займаються, йому здається, що вони виготовляють гаманці й носовички.
Згодом, коли гроші почали танути, Олівер разом із Спритним Пройдою та добродушним хлопцем на ймення Чарлі Бейтс виходять на «виробництво носовичків». Олівер надто пізно розуміє справжню суть завдання. Пройда й Чарлі крадуть носовичок у старого пана на ймення містер Браунлоу, й чимдуж утікають. Коли старий зауважив пропажу носовичка, він обернувся, помітив Олівера й побіг йому навздогін. До погоні приєднуються інші люди, Олівера ловлять і приводять до судді. На диво містер Браунлоу змінив свою думку про хлопця, й уже не вірить, що він кишеньковий злодій. На превелике розчарування судді, власник книжкової ятки, який бачив, як носовичка поцупив Пройда, дає свої свідчення на користь Олівера. Оліверу на ту пору стало зовсім зле, й він зомлів у суді. Пан Браунлоу забирає його до себе додому й разом із своєю економкою місіс Бедвін почав про нього піклуватися.
Олівер живе у Браунлоу й, зустрівшись із незвичною для нього добротою, швидко одужує. Проте його щастя недовге. Фейгін, побоюючись, що Олівер може проговоритися про його злочинну банду, вирішує, що хлопця потрібно повернути. Коли містер Браунлоу посилає Олівера заплатити за книги, його перестріває член банди, дівчина на ймення Ненсі, з якою Олівер раніше зустрічався у Фейгіна. Їй допомагає коханець, грубий грабіжник на ймення Білл Сайкс, і Олівера швидко доправляють до Фейгінового лігва. Злодії забирають у Олівера п'ятифунтову банкноту, яку йому довірив пан Браунлоу, й відбирають гарне нове вбрання. Олівер у відчаї, він намагається утекти й пробує покликати на допомогу поліцію, але Пройда, Чарлі й Фейгін безжалісно тягнуть його назад. Тільки Ненсі зберегла до хлопця співчуття, й це уберігає його від побоїв.
Фейгін робить нову спробу втягти Олівера в злочинне життя, змушуючи його взяти участь у пограбуванні. Ненсі неохоче допомагає долучити його до справи, хоча запевняє, що при нагоді постарається допомогти йому. Сайкс, загрожуючи вбити Олівера, якщо він не буде робити, що велено, змушує його пролізти у віконце й наказує відімкнути парадні двері. Проте пограбування не вдалося, Олівера поранили пострілом із пістолета. Сайкс утікає, а про пораненого Олівера змушені турбуватися люди, яких він намагався пограбувати: Роуз Мейлі, її опікунка місіс Мейлі, яка виховує Роуз як небогу, хоча й не пов'язана з нею родинними зв'язками, та Гаррі Мейлі, син місіс Мейлі, закоханий у Роуз. Роуз переконана в невинності Олівера, забирає його до себе й виліковує.

### Розв'язка
Виявляється, що за Фейгіном стоїть Монкс. Пан Браунлоу, старий приятель Оліверового батька, здогадався, ким є Олівер насправді. Він змушує Монкса відкрити свою таємницю: його справжнє ім'я Едвард Ліфорд, він брат Олівера від одного батька. Хоча він народився в законному шлюбі, але в шлюбі без кохання. Справжнім коханням їхнього батька була Оліверова мати Агнес. У пана Браунлоу зберігся її портрет, у якому відразу ж кидалася у вічі схожість із Олівером. Монкс довго розшукував батькову дитину, не для того, щоб стати йому другом і братом, а для того, щоб знищити. Браунлоу просить Олівера віддати половину спадщини, дуже незначної, Монксу, щоб у того був другий шанс. Олівер радо згоджується. Монкс емігрує в Америку, де пускає гроші по вітру, знову береться за злочинну діяльність і, врешті, помирає у в'язниці. Фейгіна заарештували й засудили до страти через повішення. Напередодні страти відбувається емоційна сцена — до старого злочинця у Ньюгейтську в'язницю приходить Олівер, де застає Фейгіна у божевільній лихоманці.

## Розділи
1. Розділ І, який оповідає про місце, де народився Олівер Твіст, і про те, за яких обставин це сталося
2. Розділ II, який оповідає, як Олівер Твіст зростав, виховувався й харчувався
3. Розділ III, який оповідає про те, як Оліверові Твісту мало не дісталося місце, аж ніяк не райське
4. Розділ IV, в якому Оліверові пропонують інше місце, і він починає працювати на користь суспільства
5. Розділ V, в якому Олівер знайомиться з товаришами по фаху. Після першої участі в похороні у нього складається неприємне враження про ремесло свого хазяїна
6. Розділ VI, в якому розгніваний Ноєвими глузуваннями, Олівер починає діяти й дуже його дивує
7. Розділ VII, в якому Олівер бунтує далі
8. Розділ VIII, в якому Олівер іде в Лондон. Дорогою він зустрічає чудернацького юного джентльмена
9. Розділ IX, який містить подальші відомості про приємного старого джентльмена та його здібних вихованців
10. Розділ X, в якому Олівер ближче знайомиться із своїми новими приятелями й дорогою ціною набуває досвіду. Короткий, але дуже важливий розділ цієї оповіді
11. Розділ XI, який оповідає про поліційного суддю містера Фенга й дає певне уявлення про те, як він вершить правосуддя
12. Розділ XII, в якому про Олівера дбають краще, ніж будь-коли, і в якому знову розповідається про веселого старого джентльмена та його молодих друзів
13. Розділ XIII, в якому тямущий читач знайомиться з новими дійовими особами, а також з різними цікавими перипетіями, які пов'язані з цими особами й мають безпосереднє відношення до цієї оповіді
14. Розділ XIV, який містить дальші подробиці про перебування Олівера у містера Браунлоу, а також знаменне пророцтво, яке джентльмен на прізвище Грімвіг виголосив стосовно Олівера, коли той вирушив виконувати доручення
15. Розділ XV, що показує, як щиро любили Олівера Твіста веселий старий єврей і міс Пенсі
16. Розділ XVI, який оповідає про те, що сталося з Олівером Твістом після того, як він попав до рук Ненсі
17. Розділ XVII, в якому доля виявляє й далі неласку до Олівера і приводить до Лондона видатну людину, щоб зганьбити його
18. Розділ XVIII, про те, як Олівер проводив час у спасенному товаристві своїх достойних друзів
19. Розділ XIX, в якому обговорюється й ухвалюється цікавий задум
20. Розділ XX, в якому Олівер переходить у розпорядження містера Вільяма Сайкса
21. Розділ XXI. Експедиція
22. Розділ XXII. Грабунок
23. Розділ XXIII, який переповідає зміст приємної бесіди між містером Бамблом і однією леді й показує, що навіть парафіяльному бідлу властиві слабості людські
24. Розділ XXIV, в якому йдеться про річ майже не варту уваги. Проте розділ цей недовгий, і в нашій оповіді він ще може виявитися важливим
25. Розділ XXV, в якому знову повертаємося до містера Фейгіна й компанії
26. Розділ XXVI, в якому на сцені з'являється нова таємнича дійова особа й відбувається багато подій, нерозривно пов'язаних з цією оповіддю
27. Розділ XXVII, який спокутує провину одного з попередніх розділів, у якому вельми нечемно покинуто на самоті одну леді
28. Розділ XXVIII, в якому йдеться про Олівера Твіста і розповідається про його дальші пригоди
29. Розділ XXIX який знайомить з мешканцями будинку, до якого потрапив Олівер
30. Розділ XXX, який оповідає про те, яке враження Олівер справив на тих, хто прийшов навідати його
31. Розділ XXXI, який оповідає про критичне становище
32. Розділ XXXII, про щасливе життя, що почалося для Олівера в колі його добрих друзів
33. Розділ XXXIII, в якому щастя Олівера та його друзів несподівано затьмарюється
34. Розділ XXXIV, який подає деякі попередні відомості про одного молодого джентльмена, що вперше з'являється на сцені, й оповідає про нову Оліверову пригоду
35. Розділ XXXV, який оповідає про незадовільне завершення Оліверової пригоди, а також про досить важливу розмову між Гаррі Мейлі й Розою
36. Розділ XXXVI, дуже короткий і на перший погляд не такий уже важливий, але прочитати його треба — і як продовження попереднього, і як ключ до одного в наступних
37. Розділ XXXVII, в якому читач помітить суперечності, досить характерні для подружнього життя
38. Розділ XXXVIII, який містить звіт про те, що відбулося між подружжям Бамблів і містером Монксом під час їхньої вечірньої зустрічі
39. Розділ XXXIX, який виводить на сцену вже знайомих читачеві шановних осіб і оповідав, про що радилися достойний Монкс і достойний єврей
40. Розділ XL про дивне побачення, що є продовженням подій, про які оповідалось у попередньому розділі
41. Розділ XLI, який містить нові відкриття й показує, що несподіванки, як і біди, ніколи не ходять поодинці
42. Розділ XLII, в якому Оліверів давній знайомий виявляє безсумнівні ознаки геніальності і стає громадським діячем у столиці
43. Розділ XLIII, в якому оповідається, як Спритний Пройда потрапив у халепу
44. Розділ XLIV, в якому для Ненсі настає час виконати обіцянку, яку вона дала Розі Мейлі. Вона зазнає невдачі
45. Розділ XLV, в якому Ной Клейпол одержує від Фейгіна таємне доручення
46. Розділ XLVI. Обіцянку додержано
47. Розділ XLVII. Фатальні наслідки
48. Розділ XLVIII. Сайксова втеча
49. Розділ XLIX, в якому  Монкс і містер Браунлоу нарешті зустрічаються. Їхня розмова і звістка, яка її перебиває
50. Розділ L. Погоня і втеча
51. Розділ LI, який з'ясовує багато таємниць і оповідає про шлюбну пропозицію, під час якої не розглядалося питання про посаг та гроші на дрібнички для дружини
52. Розділ LII. Фейгінова остання ніч
53. Розділ LIII і останній

## Аналіз твору
Роман Ч. Дікенса «Пригоди Олівера Твіста» — ще одна спроба автора показати сучасникам тіньові сторони життя й не тільки розчулити, але й примусити замислитися над їх першопричиною. Письменник бачить початок зла не у фактичних таємницях походження Олівера, а в соціальних законах часу. Твір деякою мірою став відповіддю молодого Дікенса-ліберала на новий закон про бідних, прийнятий британським парламентом у 1834 році.
Здавна турбота про бідних, сиріт, немічних, самотніх старих була в Англії справою церкви й релігійної громади. Із запровадженням нового закону й без того куца парафіяльна благодійність перетворилася на глум над самою ідеєю милосердя. Притулок для бідняків, робітний дім у більшості парафій перетворився на справжню в'язницю, на місце невимовних страждань. Найтяжчою в цих умовах була доля дітей. Утім, щоб звільнити парафію від зайвого клопоту і витрат, зацікавлена й жорстока доглядачка «дитячої ферми» місіс Менн і тупий служака, парафіяльний сторож Бамбл, і шановані члени опікунської ради готові були передати Олівера садистові-сажотрусу, що замучив уже не одну дитину.
Моторошні сцени перебування малого Олівера в робітному домі Дікенс супроводжує авторським коментарем, головна інтонація якого — вбивчий сарказм та іронія.
Літературний рід: епос
Жанр: соціально-психологічний роман, авантюрно-пригодницький роман, «роман-виховання»
Стиль: реалізм
Тема: зображення Олівера Твіста, сироти із знедоленим дитинством, який не втратив людської гідності та віри в моральні цінності, незважаючи на всі випробування; реалістичне зображення кримінального світу, його деромантизація.
Ідея: людина добра від природи, і добро остаточно переможе зло.
Головні герої: Олівер Твіст, Бідл Бамбл, Білл Сайкс, Ненсі, містер Браунлоу, Фейгін, Монкс.

### Проблематика «Пригоди Олівера Твіста»
- виховання;
- знедолене дитинство;
- соціальна нерівність та несправедливість;
- злочинність, «соціальне дно» суспільства;
- добро і зло.

### Риси авантюрно-пригодницького роману в романі «Пригоди Олівера Твіста»
- стрімкість розвитку подій;
- загострення пристрастей;
- викрадення і переслідування;
- таємниці та загадки, їх розв'язки;
- щасливий фінал.

### Характерні риси твору «Пригоди Олівера Твіста»
• Дослідження причин та умов формування характерів, розкриття особистості персонажів через взаємини з іншими людьми, виявлення «потаємних» та «явних» причин їх вчинків.
• Увага до внутрішнього світу героїв і разом із тим тенденція до їх схематизації, гротескного шаржування, до підкорення характеру персонажа певній ідеї.
• Підкреслення протиставлення довірливих, добрих душ злим, негативним (або двом началам у душі).
• Використання іронії, сатири, гротеску.
• Детальні описи зовнішності персонажів, їх житла, мови, подробиць побуту.
• Насиченість оповіді символами; одухотворення світу речей, пов'язаних зі спогадами, переживаннями героїв.

## Українські переклади
- Діккенс Ч. Олівер Твіст / Ч. Дікенс; пер. з англ. В. Черняхівської. — К.: ДВУ, 1929. — 592 с.
- Ч. Діккенс. Пригоди Олівера Твіста. К.: Дніпро, 1987. Перекладачі М. Пінчевський, Г. Пінчевська-Чекаль, О. Терех